# Willy Gonser
Willy Fritz Gonser (Curitiba, 13 de outubro de 1936 - Belo Horizonte, 22 de agosto de 2017) foi um narrador e comentarista esportivo brasileiro. Cobriu onze Copas do Mundo, tem como apelido "o mais completo do Brasil", por narrar variados esportes e também foi apelidado de "Alemão", pelo fato de ser descendente de alemães (o pai de Willy era alemão).

## Carreira
Willy Gonser já trabalhou na Rádio Nacional, Jovem Pan, Gaúcha, Clube, Marumby e Curitibana e nas TVs Gaúcha e Paranaense. Trabalhou na Rádio Itatiaia de 1979 a 2009 como locutor que fazia a cobertura exclusiva de jogos do Atlético Mineiro onde era ovacionado pela torcida do Galo. Com a idade avançada o locutor estava com problemas crônicos de voz e foi afastado da emissora. Em 5 de setembro de 2009 decidiu desligar-se da Itatiaia. Até os dias atuais a massa do Galo sente a sua falta na cobertura dos jogos pela emoção que o locutor transmitia em suas narrações. Durante seu longo período na Rádio Itatiaia dividia o posto de primeiro locutor da emissora com Alberto Rodrigues, que transmite os jogos do Cruzeiro.
Willy Gonser anunciou oficialmente sua aposentadoria no dia 8 de dezembro de 2009 durante o programa Jogada de Classe, na TV Horizonte. Ele atuava como comentarista esportivo no programa, tendo um comentário que abria o programa. Ele está no Guiness World Record, como o narrador que mais narrou copas do mundo, tendo narrado 11 (1962, 1970, 1974, 1978, 1982, 1986, 1990, 1994, 1998, 2002 e 2006).
No dia 6 de Junho de 2015, Willy voltou a trabalhar em rádio, só que agora como comentarista, estreando em um clássico Atlético x Cruzeiro, na Rádio Inconfidência. Na mesma emissora, Gonser também era diretor de esportes e apresentador do programa Observatório do Esporte. No mesmo ano, Willy anuncia sua saída da rádio, apenas 6 meses após sua contratação.